# Verdrag inzake de bescherming van onderzeese telegraafkabels
Het Verdrag inzake de bescherming van onderzeese telegraafkabels (Engels: Convention for the Protection of Submarine Telegraph Cables; Frans: Convention pour la protection des câbles télégraphiques sous-marins) is een multilateraal verdrag dat in 1884 te Parijs werd ondertekend. Het beoogt de bescherming van onderzeese communicatiekabels, waarvan er vanaf de tweede helft van de 19e eeuw steeds meer werden aangelegd.

## Inhoud
Het verdrag stelt het beschadigen van onderzeese communicatiekabels strafbaar (art. II, X). Bovendien moeten alle schepen verplicht een afstand van 1 zeemijl (1,9 km) in acht nemen ten opzichte van kabelleggers. Elk schip dat per ongeluk aan een kabel blijft haken en zijn visnetten opoffert om een kabelbreuk te voorkomen, zou worden gecompenseerd door de kabeleigenaar (art. VII).
Hoewel het Verdrag alleen betrekking heeft op onderzeese kabels die zich "buiten de territoriale wateren" bevinden, gingen de onderhandelaars ervan uit dat kuststaten ook wetten zouden hebben ter bescherming van onderzeese kabels binnen hun territoriale wateren.

## Aanvullingen
Het verdrag werd later aangevuld met bepalingen in het Verdrag inzake de Volle Zee en het Verdrag inzake het continentale plateau, beide van 1958. De meeste van die aanvullingen werden in 1982 overgenomen in het VN-Zeerechtverdrag.